# Lelcom
Lelcom, également appelé Lericom, est une commune rurale située dans le département de Thion de la province de la Gnagna dans la région de l'Est au Burkina Faso.

## Géographie
Lelcom est situé à 6 km au Sud-Est de Thion, le chef-lieu du département, et à 4 km à l'Est de la route départementale 144.

## Santé et éducation
Le centre de soins le plus proche de Lelcom est le centre de santé et de promotion sociale (CSPS) de Thion.